# Cladotanytarsus utonaiquartus
Cladotanytarsus utonaiquartus är en tvåvingeart som först beskrevs av Sasa 1988.  Cladotanytarsus utonaiquartus ingår i släktet Cladotanytarsus och familjen fjädermyggor. Inga underarter finns listade i Catalogue of Life.